# Đội tuyển bóng đá U-19 nữ quốc gia Việt Nam
Đội tuyển bóng đá U-19 nữ quốc gia Việt Nam là đội tuyển bóng đá nữ cho độ tuổi 19 hoặc nhỏ hơn của Việt Nam được thành lập năm 2004 do Liên đoàn bóng đá Việt Nam quản lý.

## Đội ngũ
Danh sách tham dự U-20 châu Á 2024.

### Kỹ thuật
| Vị trí                 | Họ tên                | Đơn vị                      |
| ---------------------- | --------------------- | --------------------------- |
| Đoàn trưởng            | Đỗ Văn Nhật           | TT.HL & TĐ TDTT Hà Nội      |
| Đoàn phó               | Lưu Quang Điện Biên   | VFF                         |
| Huấn luyện viên        | Ijiri Akira           | VFF                         |
| Cán bộ truyền thông    | Đỗ Ngọc Tùng          | VFF                         |
| Trợ lý huấn luyện viên | Phùng Thị Minh Nguyệt | TT.HL & TĐ TDTT Hà Nội      |
| Trợ lý huấn luyện viên | Đỗ Thị Mỹ Oanh        | TT. TDTT Q1 TP. Hồ Chí Minh |
| Trợ lý huấn luyện viên | Cao Chí Thành         | Than Khoáng Sản Việt Nam    |
| Bác sĩ                 | Đoàn Thị Lan Anh      | Bệnh viện Thể thao          |
| Bác sĩ                 | Hoàng Tú Anh          | Bệnh viện Thể thao          |
| Phiên dịch viên        | Dương Trung Đạt       | VFF                         |

### Vận động viên
| 0#0 | Vị trí | Cầu thủ              | Ngày sinh và tuổi | Câu lạc bộ               |
| --- | ------ | -------------------- | ----------------- | ------------------------ |
| 1   | TM     | Danh Thị Kiều My     |                   | Thành phố Hồ Chí Minh I  |
| 12  | TM     | Nguyễn Phương Thảo   |                   | Phong Phú Hà Nam         |
| 21  | TM     | Lê Thị Thu           |                   | Phong Phú Hà Nam         |
| 2   | HV     | Lê Thị Bảo Trâm      |                   | Than Khoáng Sản Việt Nam |
| 3   | HV     | Nguyễn Thị Như Quỳnh |                   | Than Khoáng Sản Việt Nam |
| 4   | HV     | Hồ Thị Thanh Thảo    |                   | Than Khoáng Sản Việt Nam |
| 8   | HV     | Nguyễn Thị Thuỳ Nhi  |                   | Hà Nội I                 |
| 16  | HV     | Lưu Như Quỳnh        |                   | Thái Nguyên T&T          |
| 17  | HV     | Nguyễn Thị Mai Hương |                   | Than Khoáng Sản Việt Nam |
| 20  | HV     | Lê Hồng Yêu          |                   | Phong Phú Hà Nam         |
| 5   | TV     | Hoàng Thị Ngọc Ánh   |                   | Thái Nguyên T&T          |
| 6   | TV     | Vũ Thị Hoa           |                   | Phong Phú Hà Nam         |
| 7   | TV     | Trần Nhật Lan        |                   | Than Khoáng Sản Việt Nam |
| 11  | TV     | Nguyễn Thị Thuỳ Linh |                   | Thành phố Hồ Chí Minh I  |
| 13  | TV     | Lý Linh Trang        |                   | Hà Nội I                 |
| 14  | TV     | Nguyễn Thuỳ Linh     |                   | Phong Phú Hà Nam         |
| 15  | TV     | Bùi Thị Thương       |                   | Hà Nội I                 |
| 18  | TV     | Nguyễn Phương Anh    |                   | Phong Phú Hà Nam         |
| 19  | TV     | Trương Cẩm Ly        |                   | Phong Phú Hà Nam         |
| 9   | TĐ     | Lưu Hoàng Vân        |                   | Phong Phú Hà Nam         |
| 10  | TĐ     | Ngọc Minh Chuyên     |                   | Thái Nguyên T&T          |
| 22  | TĐ     | Ngân Thị Thanh Hiếu  |                   | Phong Phú Hà Nam         |
| 23  | TĐ     | Lê Thị Trang         |                   | Hà Nội I                 |

## Thành tích

### Giải vô địch bóng đá nữ U-20 thế giới
| Giải vô địch bóng đá nữ U-19 thế giới | Giải vô địch bóng đá nữ U-19 thế giới | Giải vô địch bóng đá nữ U-19 thế giới | Giải vô địch bóng đá nữ U-19 thế giới | Giải vô địch bóng đá nữ U-19 thế giới | Giải vô địch bóng đá nữ U-19 thế giới | Giải vô địch bóng đá nữ U-19 thế giới | Giải vô địch bóng đá nữ U-19 thế giới | Giải vô địch bóng đá nữ U-19 thế giới |
| Năm                                   | Kết quả                               | St                                    | T                                     | H                                     | B                                     | Bt                                    | Bb                                    | Huấn luyện viên                       |
| ------------------------------------- | ------------------------------------- | ------------------------------------- | ------------------------------------- | ------------------------------------- | ------------------------------------- | ------------------------------------- | ------------------------------------- | ------------------------------------- |
| 2004                                  | Không vượt qua vòng loại              | Không vượt qua vòng loại              | Không vượt qua vòng loại              | Không vượt qua vòng loại              | Không vượt qua vòng loại              | Không vượt qua vòng loại              | Không vượt qua vòng loại              |                                       |
| Giải vô địch bóng đá nữ U-20 thế giới |                                       |                                       |                                       |                                       |                                       |                                       |                                       |                                       |
| Năm                                   | Kết quả                               | St                                    | T                                     | H                                     | B                                     | Bt                                    | Bb                                    | Huấn luyện viên                       |
| 2006                                  | Không tham dự                         | Không tham dự                         | Không tham dự                         | Không tham dự                         | Không tham dự                         | Không tham dự                         | Không tham dự                         |                                       |
| 2008                                  | Không vượt qua vòng loại              | Không vượt qua vòng loại              | Không vượt qua vòng loại              | Không vượt qua vòng loại              | Không vượt qua vòng loại              | Không vượt qua vòng loại              | Không vượt qua vòng loại              |                                       |
| 2010                                  | Không vượt qua vòng loại              | Không vượt qua vòng loại              | Không vượt qua vòng loại              | Không vượt qua vòng loại              | Không vượt qua vòng loại              | Không vượt qua vòng loại              | Không vượt qua vòng loại              |                                       |
| 2012                                  | Không vượt qua vòng loại              | Không vượt qua vòng loại              | Không vượt qua vòng loại              | Không vượt qua vòng loại              | Không vượt qua vòng loại              | Không vượt qua vòng loại              | Không vượt qua vòng loại              |                                       |
| 2014                                  | Không vượt qua vòng loại              | Không vượt qua vòng loại              | Không vượt qua vòng loại              | Không vượt qua vòng loại              | Không vượt qua vòng loại              | Không vượt qua vòng loại              | Không vượt qua vòng loại              |                                       |
| 2016                                  | Không vượt qua vòng loại              | Không vượt qua vòng loại              | Không vượt qua vòng loại              | Không vượt qua vòng loại              | Không vượt qua vòng loại              | Không vượt qua vòng loại              | Không vượt qua vòng loại              |                                       |
| 2018                                  | Không vượt qua vòng loại              | Không vượt qua vòng loại              | Không vượt qua vòng loại              | Không vượt qua vòng loại              | Không vượt qua vòng loại              | Không vượt qua vòng loại              | Không vượt qua vòng loại              |                                       |
| 2022                                  | Không vượt qua vòng loại              | Không vượt qua vòng loại              | Không vượt qua vòng loại              | Không vượt qua vòng loại              | Không vượt qua vòng loại              | Không vượt qua vòng loại              | Không vượt qua vòng loại              |                                       |
| 2024                                  | Không vượt qua vòng loại              | Không vượt qua vòng loại              | Không vượt qua vòng loại              | Không vượt qua vòng loại              | Không vượt qua vòng loại              | Không vượt qua vòng loại              | Không vượt qua vòng loại              |                                       |
| 2026                                  | Chưa xác định                         | Chưa xác định                         | Chưa xác định                         | Chưa xác định                         | Chưa xác định                         | Chưa xác định                         | Chưa xác định                         |                                       |
| Tổng cộng                             | 0                                     | 0                                     | 0                                     | 0                                     | 0                                     | 0                                     | 0                                     |                                       |

### Giải vô địch bóng đá nữ U-20 châu Á
Từ năm 2024 giải đấu sẽ nâng cấp độ tuổi lên U20
| 2004      | Tứ kết                   | 3                        | 1                        | 0                        | 2                        | 17                       | 7                        | Không diễn ra | Không diễn ra | Không diễn ra | Không diễn ra | Không diễn ra | Không diễn ra | —                   |
| 2006      | Không tham dự            | Không tham dự            | Không tham dự            | Không tham dự            | Không tham dự            | Không tham dự            | Không tham dự            | Không tham dự | Không tham dự | Không tham dự | Không tham dự | Không tham dự | Không tham dự | —                   |
| 2007      | Không vượt qua vòng loại | Không vượt qua vòng loại | Không vượt qua vòng loại | Không vượt qua vòng loại | Không vượt qua vòng loại | Không vượt qua vòng loại | Không vượt qua vòng loại | 3             | 2             | 0             | 1             | 6             | 1             | —                   |
| 2009      | Vòng bảng                | 3                        | 1                        | 0                        | 2                        | 2                        | 10                       | 5             | 4             | 0             | 1             | 33            | 6             | Trần Ngọc Thái Tuấn |
| 2011      | Vị trí thứ 6             | 5                        | 0                        | 0                        | 5                        | 5                        | 21                       | 4             | 3             | 1             | 0             | 8             | 1             | Vũ Bá Đông          |
| 2013      | Không vượt qua vòng loại | Không vượt qua vòng loại | Không vượt qua vòng loại | Không vượt qua vòng loại | Không vượt qua vòng loại | Không vượt qua vòng loại | Không vượt qua vòng loại | 3             | 2             | 0             | 1             | 14            | 3             | Nguyễn Duy Hùng     |
| 2015      | Không vượt qua vòng loại | Không vượt qua vòng loại | Không vượt qua vòng loại | Không vượt qua vòng loại | Không vượt qua vòng loại | Không vượt qua vòng loại | Không vượt qua vòng loại | 3             | 2             | 0             | 1             | 17            | 3             | Nguyễn Duy Hùng     |
| 2017      | Vòng bảng                | 3                        | 0                        | 0                        | 3                        | 2                        | 18                       | 2             | 2             | 0             | 0             | 6             | 0             | Mai Đức Chung       |
| 2019      | Vòng bảng                | 3                        | 1                        | 0                        | 2                        | 2                        | 4                        | 6             | 4             | 1             | 1             | 23            | 5             | Akira Ijiri         |
| 2024      | Vòng bảng                | 3                        | 0                        | 0                        | 3                        | 1                        | 22                       | 6             | 4             | 1             | 1             | 21            | 5             | Akira Ijiri         |
| 2026      | Vượt qua vòng loại       | Vượt qua vòng loại       | Vượt qua vòng loại       | Vượt qua vòng loại       | Vượt qua vòng loại       | Vượt qua vòng loại       | Vượt qua vòng loại       | 3             | 3             | 0             | 0             | 14            | 0             | Okiyama Masahiko    |
| Tổng cộng | Tứ kết                   | 20                       | 4                        | 0                        | 17                       | 29                       | 82                       | 35            | 26            | 3             | 6             | 142           | 24            |                     |

### Giải vô địch bóng đá U-19 nữ ASEAN
| Giải vô địch bóng đá U-19 nữ ASEAN | Giải vô địch bóng đá U-19 nữ ASEAN | Giải vô địch bóng đá U-19 nữ ASEAN | Giải vô địch bóng đá U-19 nữ ASEAN | Giải vô địch bóng đá U-19 nữ ASEAN | Giải vô địch bóng đá U-19 nữ ASEAN | Giải vô địch bóng đá U-19 nữ ASEAN | Giải vô địch bóng đá U-19 nữ ASEAN |                  | Huấn luyện viên |
| Năm                                | Kết quả                            | St                                 | T                                  | H                                  | B                                  | Bt                                 | Bb                                 |                  | Huấn luyện viên |
| ---------------------------------- | ---------------------------------- | ---------------------------------- | ---------------------------------- | ---------------------------------- | ---------------------------------- | ---------------------------------- | ---------------------------------- | ---------------- | --------------- |
| 2014                               | Á quân                             | 5                                  | 2                                  | 2                                  | 1                                  | 31                                 | 3                                  | Nguyễn Duy Hùng  |                 |
| 2022                               | Á quân                             | 6                                  | 5                                  | 0                                  | 1                                  | 23                                 | 4                                  | Akira Ijiri      |                 |
| 2023                               | Á quân                             | 4                                  | 3                                  | 0                                  | 1                                  | 14                                 | 3                                  | Akira Ijiri      |                 |
| 2025                               | Á quân                             | 5                                  | 4                                  | 0                                  | 1                                  | 21                                 | 3                                  | Okiyama Masahiko |                 |
| Tổng cộng                          | Á quân                             | 20                                 | 14                                 | 2                                  | 4                                  | 89                                 | 13                                 |                  |                 |

## Lịch đấu
Giao hữu
| 11 tháng 10 năm 2019 Giao hữu | Myanmar | 0–1      | Việt Nam             | Mandalay, Myanmar            |  |
|                               |         | Chi tiết | - Ngân Thị Vạn Sự ?' | Sân vận động: Mandalar Thiri |  |

| 13 tháng 10 năm 2019 Giao hữu | Myanmar | 2–2 | Việt Nam | Mandalay, Myanmar |  |
|                               |         |     |          |                   |  |

U-19 châu Á
| 27 tháng 10 năm 2019 Bảng A | Thái Lan | 0–2      | Việt Nam                                                    | Chonburi, Thái Lan                                                              |  |
| 19:00 UTC+7                 |          | Chi tiết | - Nguyễn Thị Tuyết Ngân 58' (ph.đ.) - Ngân Thị Vạn Sự 90+2' | Sân vận động: Chonburi Lượng khán giả: 200 Trọng tài: Oh Hyeon-jeong (Hàn Quốc) |  |

| 30 tháng 10 năm 2019 Bảng A | Việt Nam | 0–3      | CHDCND Triều Tiên                                        | Chonburi, Thái Lan                                                                  |  |
| 16:00 UTC+7                 |          | Chi tiết | - Yun Ji-hwa 47' - Kim Kyong-yong 61' - Ryu Sol-song 70' | Sân vận động: IPE Chonburi Lượng khán giả: 50 Trọng tài: Kajiyama Fusako (Nhật Bản) |  |

| 2 tháng 11 năm 2019 Bảng A | Úc | 1 - 0    | Việt Nam | Chonburi, Thái Lan         |  |
| 16:00 UTC+7                |    | Chi tiết |          | Sân vận động: IPE Chonburi |  |